# Maggie Gray
Maggie Gray ist eine Szenenbildnerin.

## Leben
Gray war ab 1969 zunächst als Schauspielerin tätig und hatte Episodenrollen in einigen australischen Fernsehserien. 1983 begann sie eine zweite Karriere beim Filmstab, wo sie neben dem Szenenbild auch verschiedenen Aufgaben in der Außenrequisite übernahm. Für einen ihrer ersten Spielfilme, Terry Gilliams Brazil, war sie 1986 zusammen mit Norman Garwood für den Oscar in der Kategorie Bestes Szenenbild nominiert.
Zwischen 1992 und 2003 arbeitete sie an der Fernsehserie Die Abenteuer des jungen Indiana Jones sowie zahlreichen auf der Serie basierenden Fernsehfilmen. 1992 wurde sie hierfür mit dem Primetime Emmy ausgezeichnet, im folgenden Jahr war sie für eine spätere Folge der Serie für einen weiteren Emmy nominiert.
Zu ihren weiteren Filmen zählen Die Piratenbraut, Das fünfte Element und Agent Null Null Nix. Für Jean-Marc Vallées Victoria, die junge Königin war sie mit Patrice Vermette 2010 erneut für den Oscar in der Kategorie Bestes Szenenbild nominiert. Dies war ihr bislang letzter Film.

## Filmografie (Auswahl)
- 1983: Ein tollkühner Himmelhund (Bullshot)
- 1985: Brazil
- 1985: Wasser – Der Film (Water)
- 1987: Die Braut des Prinzen (The Princess Bride)
- 1995: Die Piratenbraut (Cutthroat Island)
- 1997: Agent Null Null Nix (The Man Who Knew Too Little)
- 1997: Das fünfte Element (Le Cinquième Élément)
- 1999: Onegin – Eine Liebe in St. Petersburg (Onegin)
- 2000: Ich träumte von Afrika (I Dreamed of Africa)
- 2000: Maybe Baby
- 2004: The Life and Death of Peter Sellers
- 2006: Basic Instinct – Neues Spiel für Catherine Tramell (Basic Instinct 2)
- 2009: Victoria, die junge Königin (The Young Victoria)

## Auszeichnungen (Auswahl)
- 1986: Oscar-Nominierung in der Kategorie Bestes Szenenbild für Brazil
- 2010: Oscar-Nominierung in der Kategorie Bestes Szenenbild für Victoria, die junge Königin